# Blégiers
Blégiers est une commune associée de Prads-Haute-Bléone et une ancienne commune française, située dans le département des Alpes-de-Haute-Provence en région Provence-Alpes-Côte d'Azur.
Elle est rattachée, le 1er janvier 1978, à Prads, renommée Prads-Haute-Bléone à cette occasion.

## Géographie
Différents hameaux : Blégiers, Champourcin, Chanolles, Chavailles. Tous ces hameaux sont situés sur des sites perchés.
La commune avait une superficie de 68,17 km2

## Histoire
La localité apparaît pour la première fois dans les chartes au XIIe siècle (Bligerium), vers 1110-1115 selon Ernest Nègre : les chartes indiquent de Bligerio. Le toponyme est tiré d’un nom propre germanique, Blidegarius. Trois paroisses lui sont rattachées au XVe siècle : Champourcin, Chanolles, Chavailles.
Au Moyen Âge, Blégiers est doté d’un consulat.
Durant la Révolution, la commune compte une société patriotique, créée après la fin de 1792.
Par arrêté préfectoral du 19 octobre 1977, la commune de Blégiers est rattachée le 1er janvier 1978 à la commune de Prads sous la forme de fusion-association pour former la commune de Prads-Haute-Bléone.

## Administration

### Liste des maires
| Période                                  | Période | Identité | Étiquette | Qualité |
| ---------------------------------------- | ------- | -------- | --------- | ------- |
| Les données manquantes sont à compléter. |         |          |           |         |
|                                          |         |          |           |         |

### Liste des maires délégués
| Période                                  | Période | Identité | Étiquette | Qualité |
| ---------------------------------------- | ------- | -------- | --------- | ------- |
| Les données manquantes sont à compléter. |         |          |           |         |
|                                          |         |          |           |         |

## Démographie
| 1315    | 1793 | 1800 | 1806 | 1821 | 1831 | 1836 | 1841 | 1846 |
| ------- | ---- | ---- | ---- | ---- | ---- | ---- | ---- | ---- |
| 89 feux | 481  | 325  | 440  | 523  | 512  | 572  | 545  | 566  |

| 1851 | 1856 | 1861 | 1866 | 1872 | 1876 | 1881 | 1886 | 1891 |
| ---- | ---- | ---- | ---- | ---- | ---- | ---- | ---- | ---- |
| 517  | 475  | 462  | 450  | 438  | 416  | 478  | 393  | 367  |

| 1896 | 1901 | 1906 | 1911 | 1921 | 1926 | 1931 | 1936 | 1946 |
| ---- | ---- | ---- | ---- | ---- | ---- | ---- | ---- | ---- |
| 368  | 296  | 284  | 265  | 230  | 178  | 167  | 150  | 148  |

| 1954 | 1962 | 1968 | 1975 | 1982 | 1990 | 1999 | 2007 | 2008 |
| ---- | ---- | ---- | ---- | ---- | ---- | ---- | ---- | ---- |
| 141  | 116  | 73   | 61   | -    | 66   | 80   | 63   | 64   |

| 2012 | 2013 | - | - | - | - | - | - | - |
| ---- | ---- | - | - | - | - | - | - | - |
| 76   | 77   | - | - | - | - | - | - | - |

Histogramme

(élaboration graphique par Wikipédia)

## Personnalités locales
- Jean Taxis, né à Blégiers en 1648.